# Aspidorhynchus
Aspidorhynchus (van Grieks: ᾰ̓σπίς aspís 'schild' en Grieks: ῥύγχος rhúnkhos 'snuit') is een geslacht van uitgestorven straalvinnige beenvissen die leefden in het Midden- tot Laat Jura. Er zijn meerdere soorten in het geslacht beschreven. Fossielen zijn gevonden in Europa (Engeland, Frankrijk en Duitsland (Solnhofener kalksteen)), Antarctica en het Caribisch gebied.

## Kenmerken
Aspidorhynchus was een slanke, snel zwemmende vis, die leek op de huidige kaaimansnoek, terwijl echter van een eventuele evolutionaire verwantschap totaal geen sprake is. Deze zoutwatervis had een lang, met dikke schubben bedekt, spoelvormige lichaam, met symmetrische staart, rugvin en aarsvinnen, borst- en buikvinnen. Sommige soorten bereikten een lengte van 85 centimeter met getande, langgerekte kaken in een spitse, tandeloze snuit. Hij had ook zware schubben en een symmetrische staart. De bovenkaak was langer dan de onderkaak en eindigde in een tandeloze piek. Hoewel hij er oppervlakkig gezien hetzelfde uitzag als de huidige tandbaarzen, was hij niet aan hen verwant. Hij behoorde tot de Aspidorhynchiformes, een uitgestorven groep vissen die bekend staan om hun langwerpige rostrums. Aspidorhynchiformes worden over het algemeen beschouwd als vroege verwanten van de Teleostei.

## Leefwijze
Soorten uit dit geslacht waren carnivoren en jagers. De prooi, die voornamelijk uit vis bestond, werd gevangen met de vlijmscherpe, puntige tanden. Het jachtgebied bevond zich in de bovenste lagen van de oceaan. Dankzij de vorm konden de vissen plotseling versnellen, hetzij om een prooi te verschalken of om aan belagers te ontkomen.

## Verwantschap
Aspidorhynchus en zijn verwanten hebben een nauw verwantschap met de echte beenvissen en stammen mogelijk af van een gemeenschappelijke voorouder. De enige overlevende van de Aspidorhynchidae, de moddersnoek (Amia calva), leeft in de zoete wateren van Noord-Amerika.

## Ecologie
Er zijn verschillende kalksteenplaten gevonden waarin fossielen van Rhamphorhynchus in nauwe associatie met Aspidorhynchus voorkomen. In een van deze exemplaren lopen de kaken van een Aspidorhynchus door de vleugels van het exemplaar van Rhamphorhynchus. De Rhamphorhynchus bevat ook de resten van een kleine vis, mogelijk Leptolepides, in zijn keel. Deze plaat, gecatalogiseerd als WDC CSG 255, vertegenwoordigt mogelijk twee niveaus van predatie: één door Rhamphorhynchus en één door Aspidorhynchus. In een beschrijving van WDC CSG 255 uit 2012 kwamen onderzoekers tot de conclusie dat het Rhamphorhynchus individu net een Leptolepides had gevangen terwijl deze laag over een waterlichaam vloog. Terwijl Leptolepides door zijn keelholte stroomde, zou een grote Aspidorhynchus van onder het wateroppervlak Rhamphorhynchus hebben aangevallen en met zijn scherpe rostrum het linkervleugelmembraan hebben doorboord. De tanden in zijn snuit raakten verstrikt in het vezelige weefsel van het vleugelmembraan, en terwijl de vis spartelde om zichzelf te bevrijden werd de linkervleugel van Rhamphorhynchus naar achteren getrokken in de vervormde positie die te zien is in het fossiel. De confrontatie resulteerde in de dood van beide individuen, waarschijnlijk omdat de twee dieren wegzakten in een zuurstofarme laag in het waterlichaam, waardoor de vis geen zuurstof meer kreeg. De twee zijn mogelijk samen bewaard gebleven doordat het gewicht van de kop van de Aspidorhynchus het veel lichtere lichaam van Rhamphorhynchus neerdrukte.